# Natriumchromat
Natriumchromat ist eine chemische Verbindung der Elemente Natrium, Chrom und Sauerstoff bzw. das Natriumsalz der Chromsäure.

## Gewinnung und Herstellung
Es entsteht als Zwischenprodukt bei der Gewinnung von Chrom aus dem Mineral Chromit. Das Chromiterz wird mit Natriumcarbonat und Luftsauerstoff bei 1200 °C zu Natriumchromat oxidiert.
{\displaystyle {\ce {4 FeO . Cr2O3 + 8 Na2CO3 + 7 O2 -> 8 Na2CrO4 + 2 Fe2O3 + 8 CO2}}}

## Eigenschaften

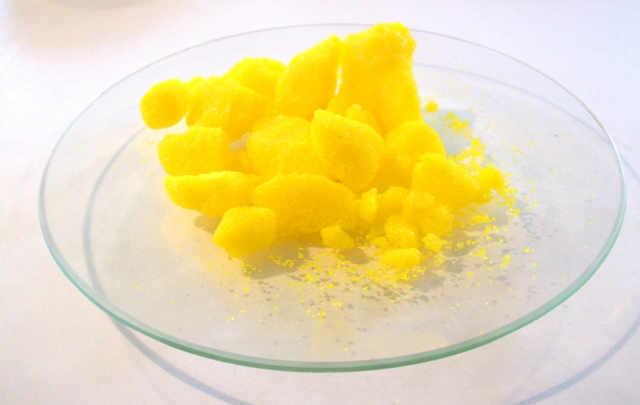
Natriumchromat

Natriumchromat wirkt stark oxidierend.

## Verwendung
Das Natriumsalz der Chromsäure wird im Labor als starkes Oxidationsmittel, als Markierungssubstanz in der biologischen Forschung, als Korrosionsschutzmittel in Kühlgeräten und als Holzschutzmittel eingesetzt.

## Sicherheitshinweise und gesetzliche Regelungen
Natriumchromat kann zu Allergien führen. Der Stoff ist giftig beim Verschlucken und sehr giftig beim Einatmen.
Natriumchromat wurde im Juni 2010 aufgrund seiner Einstufung als krebserzeugend (Carc. 1B),  mutagen (Muta. 1B) und reproduktionstoxisch (Reprod. 1B) in die Kandidatenliste der besonders besorgniserregenden Stoffe (Substance of very high concern, SVHC) aufgenommen.
Im April 2013 wurde Natriumchromat danach in das Verzeichnis der zulassungspflichtigen Stoffe mit dem Ablauftermin für die Verwendung in der EU zum 21. September 2017 aufgenommen. Als Chrom(VI)-Verbindung unterliegt Natriumchromat außerdem den Beschränkungen im Anhang XVII, Nummer 47 und 72 der REACH-Verordnung (in Deutschland umgesetzt durch die Chemikalien-Verbotsverordnung).